# (20543) 1999 RZ98
1999 أر زد 98 (ويعرف أيضًا باسم (20543) 1999 أر زد 98 وفق تسمية الكوكب الصغير) (بالإنجليزية: 1999 RZ98)‏ هو كويكب ضمن حزام الكويكبات؛ وترتيبه 20543 من حيث الاكتشاف.
اكتُشف هذا الجُرم الفلكي بواسطة بحث لنكولن عن الكويكبات القريبة من الأرض في 7 سبتمبر 1999.

## وصلات خارجية
- (20543) 1999 RZ98 في قاعدة بيانات مختبر الدفع النفاث لأجرام النظام الشمسي الصغيرة

- الاكتشاف · مخطط المدار ·  العناصر المدارية · المعلمات المادية

- (20543) 1999 RZ98 على موقع ويكي سكاي: DSS2, SDSS, GALEX, IRAS, Hydrogen α, X-Ray, Astrophoto, Sky Map, Articles and images